# Nicolas Michel (écrivain)
Pour les articles homonymes, voir Nicolas Michel et Michel.
Nicolas Michel, né le 20 avril 1974 à Aix-en-Provence, est un romancier et journaliste français.

## Biographie
Les livres de Nicolas Michel explorent la thématique de l'enfance, de la maladie et de la différence. Il est le frère de la scénariste de bande dessinée Sophie Michel.
Entre 2002 et 2024, il a été rédacteur en chef adjoint au journal Jeune Afrique où il traitait essentiellement des questions culturelles.
En 2017 est publié aux éditions Talents Hauts son roman jeunesse Quand le monstre naîtra, dans lequel Lucile, une vieille dame, se souvient de son enfance aux débuts de la Seconde Guerre mondiale, en 1939. L'ouvrage obtient le Prix Saint-Exupéry 2017.
Aux mêmes éditions est publié en 2018 Le Chant noir des baleines. Michel Abescat, dans son avis critique de Télérama, explique : 
« L’auteur, Nicolas Michel, s’est inspiré d’une catastrophe maritime survenue lors d’une violente tempête, le 12 janvier 1920 : le naufrage, au large de Bordeaux, du paquebot Afrique qui devait rallier Dakar (Sénégal) et transportait à son bord, parmi les passagers, 185 tirailleurs sénégalais survivants de la Grande Guerre. » Le roman est soutenu par Amnesty International.
Le 9 janvier 2020, il participe à la commémoration marquant le centenaire du naufrage, organisée par Karfa Diallo de l'association Mémoires & Partages, sur le quai des Chartrons à Bordeaux. La cérémonie s'accompagne du dévoilement d'une œuvre du street-artist A-Mo, qui s'inspire directement du titre du roman de Nicolas Michel.

## Œuvres

### Romans
- Un revenant, Gallimard, 1999 Prix Goncourt du premier roman 1999[8] ; Prix Emmanuel-Roblès 1999[8] ; Prix littéraire de la Vocation 1999[9]
- Le Dernier Voyage d'Émilie, Gallimard, 2002.  Prix Alexandre-Vialatte 2002[10]
- La Bleue, Gallimard, 2004
- Naevi, Buchet-Chastel, 2008
- Corsika, Buchet-Chastel, 2012
- Oxcean, éditions talents haut, 2023, Pépite  fiction Ado du Salon du livre et de la presse jeunesse 2023, Prix Utopiales Jeunesse 2024, Prix Les Imaginales des Lycéens 2025

Romans jeunesse
- Quand le monstre naîtra[3], éditions Talents Hauts, 2017 Prix Saint-Exupéry 2017[4]
- Le Chant noir des baleines[5],[6], Talents hauts, 2018
- Les aventures extraordinaires du mousse Cristobal Speranza : à travers les mers et les océans, à l'époque des animaux fabuleux, des îles mystérieuses et des brigantins, Magellan & cie, 2019
- Comment j'ai réparé le sourire de Nina, Le Muscadier, 2020
- Cristobal Speranza et la pierre de lune, Magellan & Cie, 2025

### Autres
- Brésil - Fragments d'un voyage, avec Emmanuel Lepage, Casterman, 2003
- America - Fragments d'un voyage, avec Emmanuel Lepage, Casterman, 2003
- Martin Page et Thomas B. Reverdy (dir.), Collection irraisonnée de préfaces à des livres fétiches, Intervalles, 2009
- L'Abécémer, Magellan & Cie, 2018 - abécédaire illustré sur le thème de la mer
- Entre mes branches, La joie de lire, 2022 - album illustré par l'auteur
- Au fil de l'eau, La joie de lire, 2025 - album illustré par l'auteur

## Prix et distinctions
- Prix du jeune écrivain 1995[9]
- Prix Goncourt du premier roman 1999[8] pour Un revenant
- Prix Emmanuel-Roblès 1999[8] pour Un revenant
- Prix littéraire de la Vocation 1999[9] pour Un revenant
- Prix Alexandre-Vialatte 2002[10] pour Le Dernier Voyage d'Émilie
- Prix Saint-Exupéry 2017[4] pour Quand le monstre naîtra
- Pépite Fiction ado, SLPJ 2023, pour Oxcean
- Prix Utopiales jeunesse 2024, pour Oxcean
- Prix Les Imaginales des Lycéens 2025, pour Oxcean

### Articles liés
- Paquebot l'Afrique